# Johannes Lobkowicz
Johannes princ Lobkowicz (* 22. srpna 1954 Mnichov) pochází z mělnické sekundogeniturní větve šlechtického rodu Lobkowiczů.

## Život
V roce 1960 žil s rodiči v USA ve městě South Bend ve státě Indiana a zde chodil do školy. O šest let později byl poslán do Německa na jezuitské gymnázium. Ve 20 letech maturoval a v Mnichově vystudoval právnickou fakultu. Po skončení studia nastoupil do banky, kde působil v různých funkcích. Po roce 1989 mu bylo uděleno československé občanství, zažádal o navrácení majetku a po roce 1992 získal zpět zámek v Drahenicích a asi 1000 ha lesa, 26 rybníků a 100 ha zemědělské půdy.

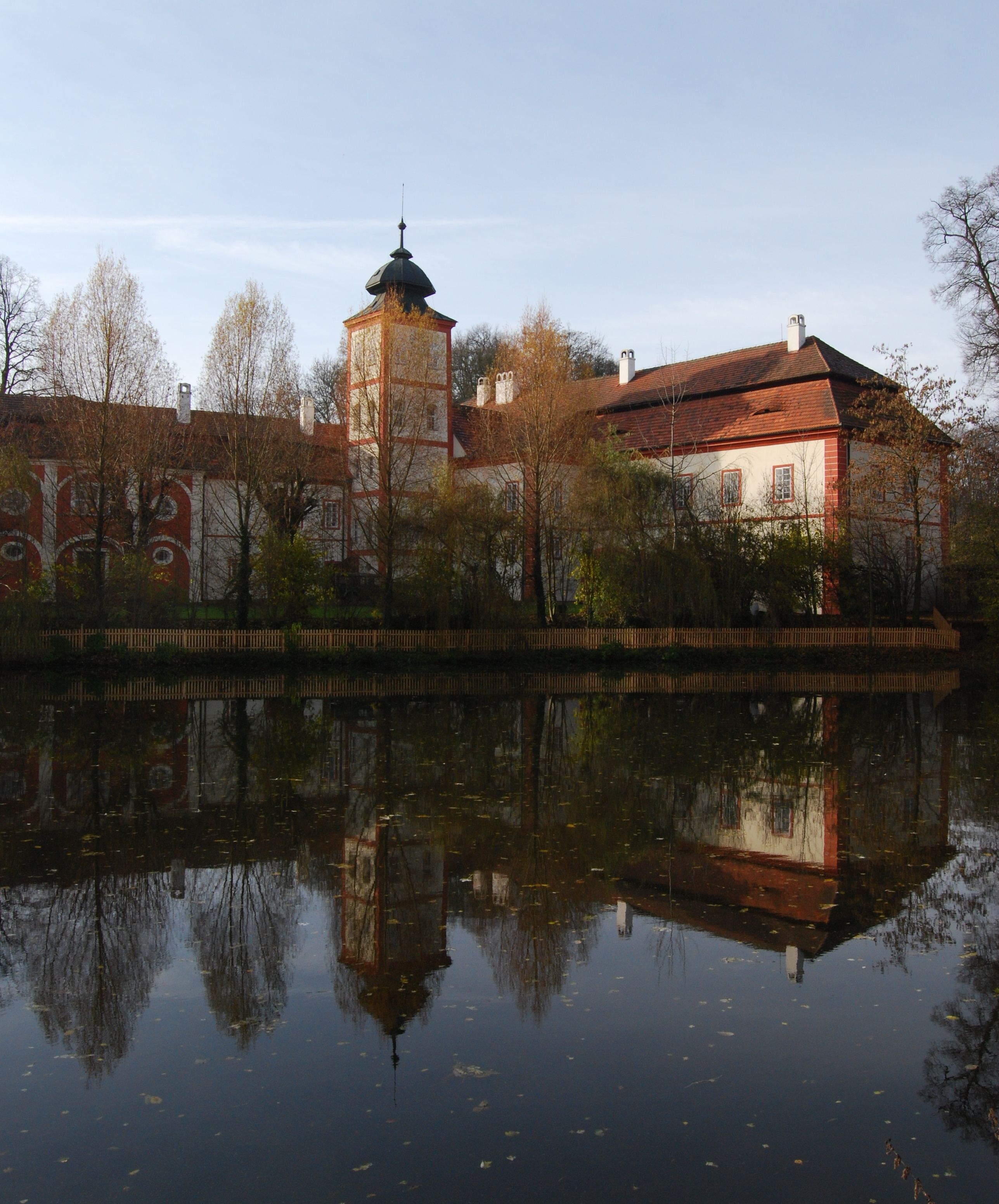
Zámek Drahenice

V roce 1992 zřídila bavorská banka pobočku v Praze a Jan Lobkowicz tam byl přeložen. Od roku 1993 začal opravovat vrácený zámek, který předtím užívala armáda, a už po 4 měsících se mu podařilo část zámku uvést do obyvatelného stavu. V Německu prodal rodinný dům a přestěhoval se s rodinou do Čech. Od té doby se věnuje správě majetku. Z původních 100 ha se díky nákupům a pronájmům obhospodařovaná plocha polností zvýšila na 330 ha. Po konkurzu sousedního zemědělského družstva rodina toto družstvo převzala a začala obhospodařovat asi 1200 ha půdy.
V letech 2013–2022 byl prokurátorem a kancléřem českého velkopřevorství maltézského řádu.